# 乙支大学校
乙支大学校（ウルチだいがっこう、英称: Eulji University）は、大田広域市中区龍頭洞143-5に本部を置く大韓民国の私立大学である。2007年に設置された。
医療・保健に特化した大学として知られている。

## 歴史
乙支大学校は1967年に張順俊が設立したソウル保健大学と1996年に設立した乙支医科大学が母体。2つの大学は2007年3月に合併し乙支大学校となる。
現在のキャンパスは旧ソウル保健大学のあった城南キャンパスと旧乙支医科大学のあった大田キャンパスに分かれており、本部は大田キャンパスに置かれている。
乙支大学校の設置者である学校法人乙支学院は朴永夏によって1983年2月に設立され、ソウル保険大学を運営する。その母体は財団法人乙支財団であり、乙支大学校のほかに、ソウル乙支病院、大田乙支大学病院、江南乙支病院、水原乙支大学病院、金山乙支病院、乙支人力開発院、凡石学術奨学財団などを運営している。
ニュース専門放送局の聯合ニュースTVの大株主でもあり、2023年には事実上の敵対的買収により、聯合ニュースTVの筆頭株主になった（放送通信委員会による承認が条件）。これに対して、前の筆頭株主である聯合ニュースや労働組合などは、乙支学院の創業者一族による各種疑惑を問題視し、不道徳な企業に放送局を運営する資格は無いと反発している。

## 組織

### 学部
大田キャンパス
- 医科大学
  - 医芸科　医学科　臨床病理学科　医療経営学科
- 看護大学
  - 看護学科

城南キャンパス
- 保健科学大学
  - 臨床病理学科　放射線学科　物理治療学科　歯衛生学科　眼鏡光学科　応急救助学科　医療工学科　皮膚管理学科
- 保健産業大学
  - 医療経営学科　中毒再活福祉学科　葬礼指導学科　余暇デザイン学科　幼児教育学科　医療ITマーケティング学科　医療広報デザイン学科　食品栄養学科　食品産業外食学科　保険環境安全学科
- 看護大学
  - 看護学科

### 大学院
- 一般大学院
  - 医学科　看護学科　保険学科
- 保健大学院
  - 臨床病理学科　放射線学科　物理治療学科　眼鏡光学科　保険医療経営学科
- 臨床看護大学院
  - 老人看護専攻　精神看護専攻　応急看護専攻　臨床看護教育専攻

## 学術交流協定
- 杏林大学
- ハワイ・パシフィック大学
- ニューカッスル大学
- RMIT大学
- バンクーバー・コミュニティ・カレッジ
- Christchurch Polytechnic Institute of Technology
- ブリティッシュコロンビア工科大学
- 遼寧大学
- ラ・トローブ大学